# Beaulieu-les-Fontaines
Beaulieu-les-Fontaines is een gemeente in het Franse departement Oise (regio Hauts-de-France) en telt 505 inwoners (1999). De plaats maakt deel uit van het arrondissement Compiègne.
De Nederlandse schrijver A. Den Doolaard verbleef hier met zijn partner in mei 1940, in zijn vlucht van Heide in Nederland's Limburg naar Parijs.

## Geografie
De oppervlakte van Beaulieu-les-Fontaines bedraagt 12,7 km², de bevolkingsdichtheid is 39,8 inwoners per km².
De onderstaande kaart toont de ligging van Beaulieu-les-Fontaines met de belangrijkste infrastructuur en aangrenzende gemeenten.

## Demografie
Onderstaande figuur toont het verloop van het inwonertal (bron: INSEE-tellingen).